# Initial
Initial er et rigt udsmykket forbogstav, som indleder en bog, et manuskript, et kapitel eller et afsnit. Initial kan også betyde forbogstaver i et navn. Ordet kommer fra det latinske initialis, som betyder »står i begyndelsen«.

## Initialer i typografien
Et initial betegner i typografien et lidt større dekoreret eller afvigende bogstav, brugt i indledningen til en skrevet eller trykt tekst. I den tidligste periode af trykning, lavede typografen gerne en plads til at en maler eller en tegner kunne lave et initial. Historiske initialer var ofte dekoreret med ornamenter eller motiver som kunne referere til teksten.
En anden måde at indlede et kapitel på er uncialet.

## Forbogstaver i navn
Initialer kan også referere til de første bogstaver i et navn. For eksempel blev John Fitzgerald Kennedy ofte omtalt bare som JFK.